# Hobgrumble Gill
Der Hobgrumble Gill ist ein Wasserlauf im Lake District, Cumbria, England.
Der Hobgrumble Gill entsteht südlich des Selside Pike. Er fließt in östlicher Richtung bis zu seinem Zusammentreffen mit dem Mosedale Beck, wo er den Swindale Beck bildet.